# Nguyễn Văn Bảy (B)
Nguyễn Văn Bảy (1943-1972), biệt danh Bảy B là một phi công không quân nhân dân, anh hùng lực lượng vũ trang nhân dân Việt Nam.

## Thân thế
Nguyễn Văn Bảy quê ở xã Hưng Mỹ, huyện Cái Nước, tỉnh Bạc Liêu (đến năm 1956 mới có tên gọi Cà Mau). Cha ông là Liệt sĩ Nguyễn Xưởng, từng tham gia khởi nghĩa Nam Kỳ tại xưởng Ba Son, hy sinh năm 1952. Mẹ là Nguyễn Thị Lư, cũng tham gia Mặt trận Việt Minh.

## Binh nghiệp
Năm 1954, ông và gia đình tập kết ra miền Bắc. Khi ông đang học Đại học Nông nghiệp thì trúng tuyển phi công năm 1965, được đưa đi đào tạo tại Liên Xô, về nước tham gia chiến đấu năm 1968, được điều về Đoàn Không quân Yên Thế.
Sau khi về nước, ông tham chiến chống lại lực lượng không lực và hải quân Hoa Kỳ đang tiến hành cuộc chiến tranh phá hoại miền Bắc. Trực tiếp chiến đấu trong bốn năm, ông đã bắn hạ bốn máy bay và bắn cháy một tàu chiến.
Năm 1972, hạm đội VII của Hải quân Mỹ tấn công Quảng Bình, nhằm ngăn chặn con đường vận tải vật tư Bắc - Nam. Khi đó chiến dịch xuân - hè 1972 đang diễn ra ác liệt. Quân đội nhân dân Việt Nam chủ trương sử dụng không quân để tác chiến. Ba phi công Nguyễn Văn Lục, Lê Xuân Dị và Nguyễn Văn Bảy được lựa chọn để thực hiện nhiệm vụ này.
Ngày 19 tháng 4 năm 1972, phát hiện năm tàu chiến Mỹ. Đến 15h 30' thì năm tàu khu trục ở cách đất liền hơn 10 km. Và đến 16h, thì tàu chiến Mỹ bắt đầu pháo kích Đồng Hới. Phía Việt Nam cử hai máy bay MiG-17 do hai phi công Nguyễn Văn Bảy và Lê Xuân Dị xuất phát từ sân bay dã chiến tại Sân bay Khe Gát (đường băng bằng đất) tấn công. Khi cách mục tiêu 500m, phi công Nguyễn Văn Bảy thả hai quả bom 250 kg trúng mục tiêu. Trận này, phía Hoa Kỳ: tàu USS Higbee (DD-806) bốc cháy hư hại nặng, phải kéo về Philippines để sửa chữa, tàu USS Oklahoma City (CL-91) bị thương. Để gỡ gạc cho trận này, Hoa Kỳ tuyên bố đây là trận hải chiến mà hải quân Hoa Kỳ đã đánh đắm hai tàu phóng lôi, USS Sterett (CG-31) bắn hạ một MiG-17. Nhưng Việt Nam khẳng định năm 1972, hải quân Việt Nam chỉ xuất trận tại vùng biển Cát Bà ngày 27 tháng 8 và Nguyễn Văn Lục không cất cánh trong khi biên đội chỉ có ba người.
Dù sao, đây là chiến công đầu tiên của không quân Việt Nam đánh vào lực lượng hải quân Mỹ, làm cho quân đội Mỹ kinh hoàng. Đây cũng là lần đầu tiên - rất hy hữu trong lịch sử thế giới, không quân Việt Nam sáng tạo cách đánh cắt bom theo nguyên lý "thia lia".
Sau chiến thắng, hai phi công Nguyễn Văn Bảy và Lê Xuân Dị được gặp Thủ tướng Phạm Văn Đồng, Đại tướng Võ Nguyên Giáp. Cấp trên sau đó có chủ trương giữ biên đội này chỉ để dành đánh trên biển. Nhưng do sự khốc liệt của chiến tranh, ông vẫn tiếp tục xuất chiến không đối không.
Ngày 6 tháng 5 năm 1972, biên đội MiG-17 của Nguyễn Văn Bảy không chiến với 24 máy bay cường kích Mỹ bao gồm các loại A-6, A-7, F-4 nhằm ngăn chặn không quân Mỹ bắn phá miền Bắc. Sau khi bắn hạ một chiếc A-6, máy bay của ông bị rơi trên bầu trời Thanh Hóa. Từ vùng trời huyện Bá Thước, máy bay lao xuống ngọn núi Pu Ví, xã Tân Thành, vùng núi hiểm trở huyện Thường Xuân. Ông được chôn cất ở chân núi Lê Lai, sau đó di dời về nghĩa trang huyện Quảng Xương. Sau nhiều năm tìm kiếm, đến những năm 90 với sự giúp đỡ của các bạn chiến đấu cũ như Nguyễn Hồng Nhị, Nguyễn Văn Bảy A, Mai Văn Cương... thi hài của ông được đem về mai táng tại quê nhà.

## Vinh dự
Năm 1994, ông được truy tặng danh hiệu Anh hùng lực lượng vũ trang nhân dân.
Chiếc máy bay tiêm kích MiG-17 mang số hiệu 2047 do ông điều khiển ném bom tàu khu trục Mỹ vào năm 1972 hiện đang được trưng bày tại Bảo tàng Phòng không - Không quân, Hà Nội.
Sân bay Khe Gát, nay thuộc địa phận thôn 1 Khe Gát, xã Xuân Trạch, huyện Bố Trạch, tỉnh Quảng Bình đã được công nhận là di tích lịch sử quốc gia, nay trở thành một bộ phận thuộc đường Hồ Chí Minh. Tuy nhiên, di tích hiện đã bị xâm hại nghiêm trọng.

## Nhầm lẫn
Một số nguồn thông tin thường nhầm lẫn Nguyễn Văn Bảy B, phi công đã ném bom tàu chiến Hoa Kỳ tại Quảng Bình với Nguyễn Văn Bảy A, một "Ách" của Không quân Nhân dân Việt Nam.